# 須賀敬一
須賀 敬一（すか けいいち、1931年 - ）は、日本の合唱指揮者、編曲家。高知県出身、大阪府在住。豊中混声合唱団名誉指揮者、大阪府合唱連盟・関西合唱連盟最高顧問。

## 経歴
高知県立安芸高等学校を経て早稲田大学第一理工学部卒業。在学中は早稲田大学グリークラブに在団して学生指揮者を務める。磯部俶、高田三郎に師事。
大学卒業後は久我産業株式会社に勤務。その一方、1962年、豊中混声合唱団に入団、同年秋より指揮者となる。同団を指揮して1980年の第33回全日本合唱コンクール全国大会一般部門で金賞受賞、その後第35回（1982年）から第37回（1984年）と第44回（1991年）から第46回（1993年）、第48回（1995年）から第50回（1997年）と、3度の3年連続金賞に導く。
大阪府合唱連盟・関西合唱連盟理事長、全日本合唱連盟常務理事・監事、日本合唱指揮者協会監事などを歴任。関西のみならず広く合唱団の指揮・指導、コンクールの審査等に携わった。2000年に長井賞、2001年に文化芸術功労者として大阪府知事賞を受賞。

## 音楽・エピソード
高田三郎作品の名手として知られる。高田作品の初演を多く手掛けるほか、『わたしの願い』『心の四季』『イザヤの預言』等の高田作品の男声合唱への編曲も行った。豊中混声合唱団の定期演奏会ではたびたび高田を客演に招き、高田のローマ訪問にも同行した。一方、コンクールでは「同時代人としての義務でもあると思うし、チャレンジすることの意味も大きい」として、ウェーベルン、バーンスタイン等の現代音楽も積極的に取り上げた。
地縁のない大阪で就職するにあたり、合唱の道を封印し会社勤めに専念する決意をする。ところが口座を開設しようと初任給を持って銀行に赴くと、応対した行員は指揮者の松浦周吉であり、前年の東西四連の演奏会の話題で盛り上がる。松浦との縁は深く、豊中混声合唱団の2代前の指揮者、大阪府合唱連盟理事長の前任はいずれも松浦である。
豊中混声を全国区の合唱団に成長させた名指揮者であるが、自身は「私も一団員です」と名乗る。その姿勢は「指揮者がメンバーといっしょになって、豊混という一つの合唱団を作っていこうという姿勢がはっきりしている」「実績のかげに、大世帯をまとめていく安定したマネージメントが感じられる。その筆頭が須賀さんなのだろう」と評された。